# Le Petit Chat voleur
Pour plus de détails, voir Fiche technique et Distribution.
Le Petit Chat voleur (The Robber Kitten) est un court métrage d'animation américain de la série des Silly Symphonies réalisé par David Hand, pour United Artists, sorti le 20 avril 1935.

## Synopsis
Ambroise, un petit chat aimant l'aventure, joue au bandit de grand chemin avec ses jouets mais sa mère l'appelle pour prendre un bain. C'en est trop pour le chaton qui volant des cookies dans une boite, décide de partir de la maison. Sa première rencontre au-dehors est avec un malfrat recherché, le bouledogue Dirty Bill. Ce dernier vient juste de dévaliser les passagers d'un chariot. Comme il sort son couteau, Ambrose prend peur. Il retourne en courant chez lui et accepte de prendre un bain.

## Fiche technique
- Titre original : The Robber Kitten
- Autres titres [1]:
  -  Allemagne : Der Kleine Räuber
  -  France : Le Petit Chat voleur
- Série : Silly Symphonies
- Réalisateur : David Hand
- Scénario[2] : Bill Cottrell
- Voix[2] : Billy Bletcher (Dirty Bill), Clarence Nash (cheval et cri de Tarzan)
- Animateurs[2] : Bob Wickersham, Marvin Woodward, Hardie Gramatky, Hamilton Luske, Bill Roberts
- Producteur : Walt Disney
- Société de production : Walt Disney Productions
- Distributeur : United Artists
- Date de sortie : 20 avril[3] 1935
- Autres Dates[2] :
  - Annoncée : 20 avril 1935
  - Dépôt de copyright : 28 février 1935
  - Première à Los Angeles : 2 au 8 mai 1935 au Grauman's Chinese Theatre et au Loew's State en première partie de Cardinal Richelieu de Rowland V. Lee
  - Première à New York : 18 avril au 1er mai 1935 au Radio City Music Hall en première partie de Cardinal Richelieu de Rowland V. Lee
- Format d'image : Couleur (Technicolor[1]
- Son : Mono (RCA Sound System[1])
- Musique [2]: Frank Churchill
  - Musique originale : Dirty Bill
- Durée : 7 min 51 s
- Langue : (en)
- Pays :  États-Unis

## Commentaires
Le film a influencé le court métrage Fagin's Freshman (1939) réalisé par Warner Bros..